# 吳豊山
吳豊山（亦作吳豐山，1945年1月24日—），臺灣臺南人，中華民國媒體人、作家、政治人物。歷任《自立晚報》社長、國民大會代表、公共電視董事長、行政院政務委員、監察院監察委員等職，現任海峽交流基金會董事長。

## 生平
吳豊山生於日治台灣台南州北門郡（現在台南市北門區）。國立政治大學政治學系學士（1969年）、新聞學研究所碩士（1971年），論文《台北市公營報紙與民營報紙》。
1968年在國立政治大學政治學系讀書時，在鄉賢親長吳三連經營的無黨派獨立報《自立晚報》做新聞工作，從基層記者做到採訪主任、總編輯、社長。吳豊山在《自立晚報》做報人26年期間，創辦《自立早報》，在澳大利亞和紐西蘭創辦《自立快報》，設「文化出版部」出書多種，形成自立報系。1988年吳三連辭世，在美國做婦產科醫生的兒子吳樹民回台接自立報系發行人。吳樹民退出後，吳豊山和兄長吳和田出資接辦自立報系。後陳政忠出資接辦自立報系，吳家完全退出。
吳豊山曾2度當選國民大會代表（無黨籍）。1998年中華民國公共電視台開播，吳豊山做第1任、第2任董事長，2任6年。吳豊山做台灣公視董事長6年期間，推出大量節目，担任《打拼——台湾人民的历史》(Taiwan-A People's History)（8集纪录片）召集人。2004年交棒給第3任董事長陳春山律師。
2006年，吳豊山入第一次蘇貞昌內閣，任行政院政務委員（無黨籍）。2008年，吳豊山被總統馬英九提名，經立法院投票通過，任監察院監察委員（無黨籍），任期6年，2014年卸任。著有《今日台灣農村》、《環遊世界79天》、《台灣社會心理改造論》、《台灣1999》（小說）、《論台灣及台灣人》等書。
2010年11月，吳豊山針對政府新聞置入性行銷、中国大陆置入性行銷廣告提出調查報告及糾正案。認為陸委會怠於查處，無法管理這類假專題的真廣告，使中國大陸的新聞置入橫行，而糾正陸委會。
2012年8月，吳豊山說，中華民國從1996年民選總統以來，就存在「一鄉一停車場」、「一縣市一焚化爐」這種毫無政策專業的亂象，所以他對台灣「選舉政治」感到悲哀，也痛斥台灣的文官：「盲目決策，因循苟且，缺乏積極主動與擔當。」
2024年10月18日，陸委會宣布海基會董事長由吳豊山接任，同年11月4日召開董事會，完成推舉作業。

## 外部連結
- 行政院吳豊山資料網頁 （页面存档备份，存于）
- 監察院吳豊山資料網頁 （页面存档备份，存于）

| 非組織職務                         | 非組織職務                                  | 非組織職務 |
| ---------------------------------- | ------------------------------------------- | ---------- |
| 海峽交流基金會                     |                                             |            |
| 前任： 許勝雄（代理） 正任：鄭文燦 | 海峽交流基金會董事長 第十任 2024年11月4日－ | 現任       |